# Dialectica galapagosensis
Dialectica galapagosensis là một loài bướm đêm thuộc họ Gracillariidae. Nó được tìm thấy ở quần đảo Galápagos.
Ấu trùng ăn Macraea laricifolia. Chúng có thể ăn lá nơi chúng làm tổ.